# ليزلي آن داون
ليزلي آن داون (بالإنجليزية: Lesley-Anne Down)‏ (و. 1954  م) هي ممثلة، وعارضة، ومغنية، وممثلة تلفزيونية، وممثلة أفلام، من المملكة المتحدة.

## وصلات خارجية
- ليزلي آن داون على موقع IMDb (الإنجليزية)
- ليزلي آن داون على موقع روتن توميتوز (الإنجليزية)
- ليزلي آن داون على موقع ألو سيني (الفرنسية)
- ليزلي آن داون على موقع ميوزك برينز (الإنجليزية)
- ليزلي آن داون على موقع تيرنر كلاسيك موفيز (الإنجليزية)
- ليزلي آن داون على موقع أول موفي (الإنجليزية)
- ليزلي آن داون على موقع قاعدة بيانات الأفلام السويدية (السويدية)
- ليزلي آن داون على موقع إن إن دي بي (الإنجليزية)
- ليزلي آن داون على موقع ديسكوغز (الإنجليزية)
- ليزلي آن داون على موقع قاعدة بيانات الفيلم (الإنجليزية)